# Camponotus holzi
Camponotus holzi är en myrart som beskrevs av Auguste-Henri Forel 1921. Camponotus holzi ingår i släktet hästmyror, och familjen myror. Inga underarter finns listade.